# Daniel Mosquera
Daniel Fernando Mosquera Bonilla (* 20. října 1999) je kolumbijský profesionální fotbalista, který hraje na pozici útočníka za italský klub Hellas Verona FC.

## Klubová kariéra

### Hellas Verona
Dne 3. července 2024 Mosquera podepsal smlouvu s klubem Serie A Hellas Verona.
Dne 18. srpna 2024 skóroval Mosquera za Hellas dvakrát poté, co v úvodní den ligové sezóny nastoupil z lavičky proti Neapoli.

## Úspěchy
Atlético Bucaramanga
- Categoría Primera A: Apertura 2024